# Su Maozhen
Su Maozhen (chiń. 宿茂臻; pinyin Sù Màozhēn; ur. 30 lipca 1972) – były chiński piłkarz, występował na pozycji napastnika.

## Kariera klubowa
Jako dziecko Su zaliczył epizod w juniorskiej drużynie Manchesteru United, gdzie grał z takimi piłkarzami jak Ryan Giggs, David Beckham czy Paul Scholes. Swoją zawodową karierę piłkarską rozpoczął w roku 1994 w klubie Shandong Luneng (wówczas nosił nazwę Shangdong Taishan). W pierwszym sezonie tam spędzonym zagrał tylko w 8 spotkaniach jednak od następnego stał się podstawowym piłkarzem swojego klubu. W roku 1996 został wybrany przez Chińską Federację Piłkarską piłkarzem roku. Zdobył w tym roku także Chińskiego Złotego Buta. Trzy lata później otrzymał Chińską Złotą Piłkę. W tej drużynie występował przez całą swoją karierę piłkarską.

## Kariera reprezentacyjna
W roku 1989 Su brał udział w Mistrzostwach Świata do lat 17. Zagrał na nich w 1 spotkaniu (przegranym 0:3 z Nigerią). W kadrze A zadebiutował 1 stycznia 1994 w meczu z Arabią Saudyjską. W roku 1996 znalazł się w kadrze Chin na Puchar Azji. Na tej imprezie Chiny dotarli do ćwierćfinału, w którym przegrali 4-3 z Arabią Saudyjską a Su zagrał w jednym meczu (wygranym 3-0 z Syrią). Cztery lata później dostał powołanie od Velibora Milutinovicia na następny Puchar Azji. Chińczycy zajęli tym razem czwarte miejsce. Maozhen zagrał w pięciu spotkaniach swojej ekipy. W roku 2002 ten sam selekcjoner powołał go 23-osobowego składu na Mundial. Na tym turnieju Chińczycy zajęli nie awansowali ze swojej grupy, ponieważ zajęli w niej czwarte miejsce a sam Maozhen zagrał w jednym spotkaniu (przegranym 0-2 z Kostaryką).